# Bruno Centeno
Bruno Nahuel Centeno Fernández (Maldonado, 20 marzo 2006) è un calciatore uruguaiano, centrocampista del Dep. Maldonado.

## Carriera

### Club
Centeno è cresciuto nel settore giovanile del Dep. Maldonado dove ha debuttato il 7 aprile 2022 nell'incontro di Primera División vinto 3-1 contro il Plaza Colonia. Il 24 marzo 2023 ha firmato il suo primo contratto professionistico con il club rossoverde.

### Nazionale
Nel 2024 ha debuttato con l'Uruguay Under-20.

## Statistiche

### Presenze e reti nei club
Statistiche aggiornate al 30 aprile 2024.
| Stagione        | Squadra         | Campionato      | Campionato | Campionato | Coppe nazionali | Coppe nazionali | Coppe nazionali | Coppe continentali | Coppe continentali | Coppe continentali | Altre coppe | Altre coppe | Altre coppe | Totale | Totale | Totale |
| Stagione        | Squadra         | Comp            | Pres       | Reti       | Comp            | Pres            | Reti            | Comp               | Pres               | Reti               | Comp        | Pres        | Reti        | Pres   | Reti   |        |
| --------------- | --------------- | --------------- | ---------- | ---------- | --------------- | --------------- | --------------- | ------------------ | ------------------ | ------------------ | ----------- | ----------- | ----------- | ------ | ------ | ------ |
| 2022            | Dep. Maldonado  | PD              | 2          | 0          | CU              | 1               | 0               |                    | -                  | -                  |             | -           | -           | 2      | 0      |        |
| 2023            | Dep. Maldonado  | PD              | 10         | 0          | CU              | 2               | 0               |                    | -                  | -                  |             | -           | -           | 12     | 0      |        |
| 2024            | Dep. Maldonado  | PD              | 1          | 0          | CU              | 0               | 0               |                    | -                  | -                  |             | -           | -           | 1      | 0      |        |
| Totale carriera | Totale carriera | Totale carriera | 13         | 0          |                 | 2               | 0               |                    | -                  | -                  |             | -           | -           | 15     | 0      |        |